# Vibrac, Charente

Vibrac este o comună în departamentul Charente, Franța. În 1 ianuarie 2022 avea o populație de 294 de locuitori.